# 显胜乡
显胜乡，是中华人民共和国甘肃省庆阳市西峰区下辖的一个乡镇级行政单位。

## 行政区划
显胜乡下辖以下地区：
显胜村、夏刘村、岳岭村、唐苟村、冉李村、铁楼村、毛寺村和蒲河村。